# Pola Alonso
Pour les articles homonymes, voir Alonso.
Pola Alonso est une actrice classique argentine, née le 16 novembre 1923 à Buenos Aires (Argentine), et morte le 9 novembre 2004 dans la même ville.

## Biographie
Elle fut mariée au footballeur José Manuel Moreno (1916-1978).

## Filmographie
- 1942 : Adolescencia de Francisco Múgica
- 1942 : La novia de primavera de Carlos Hugo Christensen
- 1947 : Los hijos del otro de Catrano Catrani
- 1947 : Un ángel sin pantalones de Enrique Cahen Salaberry
- 1948 : Recuerdos de un ángel de Enrique Cahen Salaberry
- 1948 : Mis cinco hijos de Orestes Caviglia, Bernardo Spoliansky
- 1948 : María de los Ángeles d'Ernesto Arancibia
- 1949 : Almafuerte de Luis César Amadori
- 1950 : Hoy canto para tí de Kurt Land
- 1954 : Yo soy el criminal d'Alberto Dubois
- 1955 : Lo que le pasó a Reynoso de Leopoldo Torres Ríos
- 1955 : Adiós muchachos d'Armando Bo
- 1963 : La murga de René Múgica